# Ухажване
Ухажването е периодът на (опит за) развитие на отношения, в посока към интимна, брачна или сексуална връзка. Ритуали за подбор на партньори, обединявани под това наименование, са характерни за много животни, както и за хората. 
Социалните или романтични срещи (разговорно „срещане/ходене/излизане“ с партньор) или уговорки от типа на годеж са сравнително обичайни в повечето европейски (и основаващи се на тях) култури, но в някои традиционни общества ухажването е силно структурирана дейност с много специфични формални правила и то може да бъде комбинирано с или заменено от някаква форма на уговорен брак.

## Животинско ухажване
От научна гледна точка ухажването в животинското царство е процесът, при който индивиди от някакъв вид избират своите партньори с цел размножаване. Обикновено мъжкият индивид инициира ухажването, а женската избира или да се чифтосва, или да отхвърля мъжкия въз основа на неговото „представяне“.
Ухажването на животни може да включва сложни танци (токуване) или докосвания, вокализации или прояви/демонстрации на красота, сръчност или бойни способности и умения (битки между съперничещи си за правото на размножаване животни). Повечето ухажвания на животни се случват извън полезрението на хората и са сред най-рядко документираните поведения. Едно животно, чиито ритуали за ухажване са добре изучени, са птиците от семейство Беседкови, при които мъжкия партньор изгражда „навес“/"беседка" от събрани предмети.

## При хората

### Срещи
У хората, това често е етап, в който двойката се опознава и решава дали ще има годеж, последван от брак, но резултатът от него може да се състои и в някаква друга форма на обвързване, секс или интимност. Ухажването може да бъде неформален и личен въпрос между двама души, но може да бъде и публична връзка или официална уговорка с одобрение от семейството. Традиционно, в случай на официален ангажимент, ролята на мъжа е активно да „ухажва“ – да опитва да спечели жена, като по този начин я насърчава да го разбере и склони нейната възприемчивост към предложението му.
Средната продължителност на ухажванията по света варира значително, включително и със значителни индивидуални различия между двойките. То може да бъде напълно пропуснато, както в случаите на някои уговорени бракове, при които двойката не се среща преди сватбата. В Обединеното кралство анкета от 2008 г. сред 3000 сгодени или женени двойки сочи за средна продължителност между първата среща и приетото предложение за брак период от 2 години до 11 месеца, като жените се чувстват готови да приемат след средно 2 години и 7 месеца, а за продължителността между предложението и сватбата - средно 2 години и 3 месеца.
- "Тайната среща на Ромео и Жулиета", худ. Франк Дикси, 1884 г.
- Като хумористична нотка, пътник чака от другата страна на реката мъжът от ферибота да приключи разговора си
- „Ухажване при кладенеца“, живопис на Еудженио де Блаас
- „Флиртът“, худ. Еудженио де Блаас, 1904 г.

През цялата история ухажването, то често включва местни или широкоразпространени традиции, като размяна на валентинки и подаряване на цветя, писмена кореспонденция (което е улеснено от създаването на обществена пощенска услуга през 19 век и други средства за лична комуникация.) Ухажването във Филипините е една известна сложна форма на ухажване, отличаваща се с особено сдържан и косвен подход. Ухажването е сложно, тъй като включва етапи и се счита за нормално да продължи 1 година или повече. Често мъжът се изтъква, като изпраща любовни писма и любовни стихове, пее романтични песни и купува подаръци на жената. Родителите също се разглеждат като част от практиката на ухажване, тъй като тяхното одобрение обикновено е необходимо преди то да започне или преди жената да даде на мъжа отговор на авансите му.

### Уговорен брак
В някои общества родителите или общността предлагат потенциални партньори и след това позволяват ограничени срещи, за да определят дали страните са подходящи. В Япония има такъв тип ухажвания, наречен Omiai, а  подобни на тях практики са наречени „Xiangqin“ (相親) в района на Голям Китай (Greater China). Родителите наемат сватовник, за да предоставят снимки и резюмета (кратки описания, биографични данни) на потенциалните партньори и ако двойката се съгласи, следва официална среща със сватовника - често в присъствие на родителите. В много случаи посредниците настояват двойката бързо да вземе решение, относно евентуалната си женитба.
В по-затворените общества (включително някои източни и индийски) ухажването на практика е напълно премахнато от практиката на уговорени бракове, при които партньорите се избират измежду млади хора (дори деца, включително и преди да бъдат родени) - обикновено от техните родители. Забраната на експериментални и серийни ухажвания е отчасти средство за опазване на целомъдрието на младите хора и отчасти въпрос на отстояване на семейните интереси, които в такива култури могат да се считат за по-важни от индивидуалните романтични предпочитания. Обаче около началото на 21. век концепцията за уреден брак се променя/либерализира, като сватосването се смесва с други форми на запознанства, а потенциалните двойки имат възможност да се срещнат и излизат, преди някой да реши дали да продължи връзката или не.